# تالمست
تالمست :( بالفرنسية : Talmest ) و ( بالإنجليزية : Talmest ) وهي عبارة عن بلدية تقع في الطريق الرئيس الرابط بين آسفي والصويرة، تنتمي إلى إقليم الصويرة، عدد سكانها 4,133 حسب إحصاء 2004.

## الموقع
بلدية تالمست هي عبارة عن قرية تقع على الطريق الوطنية رقم 01 الرابطة بين الدار البيضاء و الصويرة و تبعد عن الأخيرة بحوالي 60 كيلومتر و تمتاز بجمالها و اعتبارها مقصدا سياحيا خاصة لقربها من منتجع سيدي عبد الجليل و تضم سوقا إسبوعيا يعقد كل يوم سبت كما تعرف نشاطا تجاريا مهما نظراً لكونها عاصمة منطقة الشياظمة.

## الاقتصاد
يعتمد اقتصاد ساكنة تالمست على القطاع الفلاحي و تربية الماشية والتجارة.